# Amtsgericht Markirch
Das Amtsgericht Markirch war ein deutsches Amtsgericht mit Sitz in Markirch in den Jahren 1879 bis 1918.

## Geschichte
Markirch war Sitz eines französischen Friedensgerichts. Nach der Abtretung Elsass-Lothringens im Frieden von Frankfurt an das Deutsche Reich 1871 wurde die Gerichtsstruktur mit dem Gesetz, betreffend Abänderung der Gerichtsverfassung vom 14. Juli 1871 und der Ausführungsbestimmung hierzu vom gleichen Tag neu geregelt. Dabei wurden die Friedensgerichte beibehalten.
Im Rahmen der Reichsjustizgesetze wurden 1879 die Friedensgerichte im Reichsland Elsass-Lothringen aufgehoben und Amtsgerichte gebildet. Das Amtsgericht Markirch war dem Landgericht Colmar nachgeordnet. Am Gericht bestand 1880 eine Richterstelle. Das Amtsgericht war ein kleines Amtsgericht im Landgerichtsbezirk. Der Gerichtsbezirk umfasste 1895 den Kanton Markirch mit 108 Quadratkilometern und 19.981 Einwohnern und fünf Gemeinden. Mit der Verordnung des Statthalters, betreffend die auswärtigen Gerichtstage der Amtsgerichte vom 4. Dezember 1903 wurde festgelegt, dass das Amtsgericht Markirch Gerichtstage in Leberau für die Gemeinden Deutsch-Rumbach und Leberau abhalten sollte.
Nach der Abtretung Elsass-Lothringens an Frankreich nach dem Ersten Weltkrieg wurde das Amtsgericht Markirch als „Tribunal cantonal Sainte-Marie-aux-Mines“ weitergeführt. Im Zweiten Weltkrieg wurde 1940 von der deutschen Besatzungsmacht die vorgefundene Gerichtsstruktur unter Verwendung deutscher Ortsnamen und Behördenbezeichnungen, hier also wieder als Amtsgericht Markirch, fortgeführt.